# Declaração de Pillnitz
A Declaração de Pillnitz foi redigida no castelo de Pillnitz (Saxe, Alemanha) no final de uma conferência que se realizou, entre 25 e 27 de Agosto de 1791, nesse mesmo local, entre o imperador da Áustria, Leopoldo II (irmão da rainha Maria Antonieta da França) e o rei da Prússia Frederico Guilherme II.
A conferência foi convocada para tratar de outros assuntos, mas por pressão do conde de Artois, irmão do rei da França, os referidos soberanos redigiram uma declaração em que pediam que fossem restituídos os poderes retirados a Luís XVI e faziam um apelo às potências europeias para que agissem antes que as ideias francesas se expandissem para os seus reinos. O imperador da Áustria, a título pessoal, ameaçou a França com uma guerra.
Os exilados franceses exultaram com esta declaração, mas, na realidade, esta não teria qualquer eficácia, porque para agir era necessário um acordo entre as grandes potências e a Inglaterra não estava interessada numa guerra a favor do absolutismo.
Entretanto na França, os Jacobinos apresentavam a declaração de Pillnitz como uma verdadeira declaração de guerra, usando-a como meio de pressão para radicalizarem a Revolução, aproximando-a das suas teses políticas.